# Jonathan Brandis
 (octobre 2022).
Si vous disposez d'ouvrages ou d'articles de référence ou si vous connaissez des sites web de qualité traitant du thème abordé ici, merci de compléter l'article en donnant les références utiles à sa vérifiabilité et en les liant à la section « Notes et références ».
Pour les articles homonymes, voir Brandis (homonymie).
Jonathan Brandis est un acteur, réalisateur et scénariste américain, né le 13 avril 1976 à Danbury (Connecticut) et mort le 12 novembre 2003 à Los Angeles (Californie).

## Biographie

### Jeunesse
Jonathan Gregory Rebel Brandis naît le 13 avril 1976 à Danbury, en Connecticut. Il est le fils unique de Mary, professeure ainsi que sa manageuse personnelle, et Gregory Brandis, restaurateur et pompier. À l'âge de 2 ans, il commence sa carrière comme enfant modèle pour la société Buster Brown shoes. À l'âge de 4 ans, il commence à apparaître dans les publicités télévisées,.
Il assiste aux cours de la San Fernando Valley Professional School (en) , d'où il sort diplômé en 1993.

### Carrière
À partir de 1981, sa carrière se confirme dans 80 spots publicitaires environ, ce qui lui permet de décrocher quelques rôles dans des séries telles que : La Loi de Los Angeles, La Fête à la maison, Madame est servie, Arabesque, Alien Nation, Flash, Les Années coup de cœur.
Dans les années 1990, il joue dans « Il » est revenu, l'adaptation du roman Ça de Stephen King, ainsi que dans L'Histoire sans fin 2 : Un nouveau chapitre de George T. Miller où il côtoie John Wesley Shipp, Ladybugs, dans la série SeaQuest, police des mers produite par Steven Spielberg, sans oublier Sidekicks avec Chuck Norris.
En 1994, il part en République tchèque, où il joue le rôle du roi Venceslas Ier de Bohême, pour le tournage du téléfilm Good King Wenceslas.
Son dernier film devait être Mission Évasion (Hart's War), aux côtés de Bruce Willis et Colin Farrell, avec lequel il espérait faire un grand retour. Mais les scènes où il apparaît sont coupées. Son dernier film sera donc Puerto Vallarta Squeeze, sorti en 2004.

### Vie privée
Entre 1995 et 1998, Jonathan Brandis entame une relation avec l'actrice et chanteuse Tatyana Ali. Le couple apparaît dans un article de People en juillet 1996.

### Mort
Le 11 novembre 2003, lors d'un dîner, ses amis remarquent que Jonathan est agité, marchant tout autour du salon. Il les quitte pour se rendre au deuxième étage de son immeuble (situé au 650 S Détroit Street à Los Angeles). Au bout de quinze minutes, un de ses amis le découvre pendu par une corde de nylon dans le vestibule et alerte immédiatement la police. Les infirmiers-pompiers transportent l’acteur au centre médical Cedars-Sinai de Los Angeles. Jonathan Brandis cesse de vivre le 12 novembre 2003, à deux heures quarante-cinq du matin, à l'âge de 27 ans.
Ayant appris la mort de leur fils, sa famille, notamment sa mère, affirme qu’il n’avait pas de problèmes personnels, mais qu'il buvait en société et avait arrêté de fumer deux ans auparavant. Selon ses dires, il prenait de l’isotrétinoïne pour traiter son acné, ce qui aurait pu causer une psychose et son suicide.
Selon ses amis, il se sentait seul et déprimé à cause de sa carrière. Sa déception à la suite de son élimination du film Mission Évasion aurait contribué à sa fin. L'un d'eux a aussi admis qu'il avait fortement bu et mentionné qu'il pourrait se tuer.
Jonathan Brandis a été crématisé, et ses cendres ont été remises à sa famille.

## Filmographie

### Cinéma

#### Longs métrages
- 1988 : The Wrong Guys de Danny Bilson : le gosse Tim
- 1988 : Oliver et Compagnie (Oliver & Company) de George Scribner
- 1989 : Le Beau-père 2 (Stepfather II) de Jeff Burr : Todd Grayland
- 1990 : Papa est un fantôme (Ghost Dad) de Sidney Poitier (voix)
- 1990 : L'Histoire sans fin 2 : Un nouveau chapitre (The NeverEnding Story II: The Next Chapter) de George Trumbull Miller : Bastian Bux
- 1992 : Ladybugs de Sidney J. Furie : Matthew / Martha
- 1992 : Sidekicks d'Aaron Norris : Barry Gabrewski
- 1994 : Cinema Disney : Shazaam or Shazzan[réf. nécessaire]
- 1999 : Les Années lycée (Outside Providence) de Michael Corrente : Mousy
- 1999 : Chevauchée avec le diable (Ride with the Devil) d'Ang Lee : Cave Wyatt
- 2002 : Mission Évasion (Hart's War) de Gregory Hoblit : le soldat Lewis P. Wakely (scènes coupées)
- 2002 : The Year That Trembled de Jay Craven : Casey Pedersen (scènes coupées)
- 2003 : Un couple d'enfer (Between the Sheets) de Michael DeLuise : Robert Avacado
- 2004 : Puerto Vallarta Squeeze d'Arthur Allan Seidelman : Neil Weatherford
- 2005 : Bad Girls from Valley High de John T. Kretchmer : Drew

#### Court métrage
- 1992 : Pacific Bell: Rain Children de Robert Black : le garçon

### Télévision

#### Téléfilms
- 1987 : Barbara Hutton, destin d'une milliardaire (Poor Little Rich Girl: The Barbara Hutton Story) de Charles Jarrott : Lance Reventlow, 11 ans
- 1988 : Mars: Base One de Jim Drake
- 1991 : Entre père et fils (Our Shining Moment) de Mark Tinker : Michael « Scooter » McGuire
- 1994 : Good King Wenceslas de Michael Tuchner : le prince Wenceslas
- 1996 : Her Last Chance de Richard Colla : Preston Altherton
- 1996 : Born Free: A New Adventure de Tommy Lee Wallace : Randal « Rand » Everett Thompson
- 1996 : La Falaise maudite (Fall Into Darkness) de Mark Sobel : Chad
- 1997 : La Croisière de la peur (Two Came Back) de Dick Lowry : Jason
- 2003 : 111 Gramercy Park de Bill D'Elia : Will Karnegian

#### Séries télévisées
- 1982 : On ne vit qu'une fois (One Life to Live) : le jeune Kevin Riley Buchanan
- 1984 : Aline et Cathy (Kate & Allie) : l'ami de Chip (non crédité ; saison 1, épisode 3 : Odd Boy Out)
- 1986 : Mr. Gun (Sledge Hammer!) : le jeune Sledge (saison 1, épisode 4 : They Shoot Hammers, Don't They?)
- 1987 : Bonjour, miss Bliss (Good Morning, Miss Bliss) : Michael Thompson (saison 1, épisode 1 : Pilot)
- 1987 : La Loi de Los Angeles (L.A. Law) : Kevin Talbot (2 épisodes)
- 1987 : Les Vrais Chasseurs de fantômes (The Real Ghost Busters) : Lee Meredith (voix ; non crédité ; saison 3, épisode 10 : The Grundel)
- 1989 : La Fête à la maison (Full House) : Michael (saison 2, épisode 11 : A Little Romance)
- 1989 : Madame est servie (Who's the Boss?) : Paul (saison 5, épisode 11 : Your Grandmother's a Bimbo)
- 1990 : Arabesque (Murder, She Wrote) : Kevin Bryce (saison 6, épisode 13 : If the Shoe Fits)
- 1990 : Alien Nation : Andron (saison 1, épisode 20 : The Touch)
- 1990 : Les nouveaux monstres sont arrivés (The Munsters Today) : Matt Glover (saison 3, épisode 1 : The Silver Bullet)
- 1990 Flash (The Flash) : Terry Cohan (saison 1, épisode 6 : Child's Play)
- 1990 : « Il » est revenu (Stephen King's It) : Billy « Stuttering Bill » Denbrough, jeune (mini-série ; 2 épisodes)
- 1991 : Gabriel Bird (Gabriel's Fire) : Matthew Fixx (saison 1, épisode 15 : Truth and Consequences)
- 1991 : Les Années coup de cœur (The Wonder Years) : Steve (saison 4, épisode 19 : The Yearbook)
- 1991 : Petite Fleur (Blossom) : Stevie (saison 2, épisode 6 : To Tell the Truth)
- 1993 : Sauvés par le gong : Les Années lycée (Saved by the Bell: The College Years) : lui-même (saison 1, épisode 10 : A Thanksgiving Story)
- 1993-1996 : SeaQuest, police des mers (SeaQuest DSV) : Lucas Wolenczak (57 épisodes)
- 1994-1995 : Aladdin : Mozenrath (voix ; 8 épisodes)